# Deakivka, Burîn
Deakivka (în ucraineană Дяківка) este localitatea de reședință a comunei Deakivka din raionul Burîn, regiunea Sumî, Ucraina.

## Demografie
Componența lingvistică a localității Deakivka
     Ucraineană (97,6%)
     Rusă (2,4%)
Conform recensământului din 2001, majoritatea populației localității Deakivka era vorbitoare de ucraineană (97,6%), existând în minoritate și vorbitori de rusă (2,4%).